# Avaliação psicológica
A avaliação psicológica trata-se de um conjunto de recursos a nível teórico e metodológico que auxiliam o psicólogo no estudo da personalidade e de outras funções cognitivas do ser humano . Logo, pode-se compreender a avaliação psicológica como um corpo organizado de estratégias e instrumentos disponíveis ao psicólogo para a concretização de suas investigações.

## Fundamentos do Psicodiagnóstico
Considera-se o Psicodiagnóstico como uma avaliação psicológica, cujo caráter é científico. Refere-se, portanto, à uma prática clínica com objetivos, tempo e papéis bem definidos, o que a difere do processo analítico . Seu intuito é conceber, independente da existência ou não de uma psicopatologia, uma análise e uma identificação das potencialidades e reveses da esfera psíquica do sujeito, tanto para classificar o caso quanto para prever o seu curso (prognóstico) e, assim, pontuar possíveis soluções para o caso. 
No processo do psicodiagnóstico, o problema torna-se reconhecido a partir alterações ou mudanças nos comportamentos costumeiros do indivíduo, que se verificam pela presença de um exagero ou diminuição de um padrão de comportamento. Essas variações podem ser observadas em várias dimensões, como na atividade (motora, da fala, do pensamento), no humor (depressão vs. euforia), em outros afetos (embotamento, excitação). Neste pensar, uma manifestação inusitada deve ser analisada levando em consideração o contexto do sujeito, ao passo que um sintoma único não tem valor diagnóstico por si. É necessário que o paciente apresente um certo número de características do sintoma, durante um  período de tempo, para ser possível chegar a uma decisão diagnóstica .  

## Especificidades da Avaliação Psicológica: Infância, Adolescência, Vida adulta, Velhice e Casais
O desenvolvimento humano refere-se ao processo de mudanças que ocorrem ao longo da vida dos indivíduos, influenciado por condições genéticas e ambientais. A infância, a adolescência, a vida adulta e a velhice constituem as principais fases deste processo, que além de ser contínuo, é caracterizado como multidimensional por englobar vários aspectos, sejam eles: biológicos, emocionais, sociais e cognitivos .
O conhecimento sobre o desenvolvimento humano em todas as suas fases é considerado essencial para a realização de uma Avaliação Psicológica, visto que possibilita identificar variáveis afetivas, cognitivas, sociais e biológicas típicas dessas etapas, bem como fatores de risco que podem comprometer a vida dos indivíduos .
Nas fases do desenvolvimento existem marcos que são considerados básicos, isto é, tarefas que são socialmente esperadas que se cumpram a cada sequência da vida. Além disso, essas tarefas se relacionam de forma que um déficit em alguma pode vir a prejudicar o desenvolvimento na mesma fase ou em uma futura. Deste modo, torna-se fundamental no processo de Avaliação Psicológica a investigação desses marcos e da forma como os indivíduos lidam com eles, considerando as particularidades e possibilidades de cada contexto . 

## Avaliação Neuropsicológica

### Contexto histórico e pressupostos teóricos
A neuropsicologia surgiu com os estudos nas áreas da saúde por volta da segunda metade do século XIX até cerca de 1929. Nesse primeiro momento, os psicólogos não participavam visto que os estudos eram feitos principalmente por médicos de áreas como neurologia, oftalmologia e outras que se debruçavam sobre o funcionamento cerebral. O interesse por essas investigações sobre o cérebro se aprofundou quando os profissionais perceberam que alguns pacientes possuíam alterações bastante específicas do comportamento que eram recorrentes e associavam-se umas com as outras formando síndromes.
Com o avanço e concretização da área de Neuropsicologia, pode-se falar em diversos pressupostos teóricos sendo três de destaque para finalidades introdutórias: materialismo, localizacionismo e transparência. O materialismo é entendido que do ponto de vista ontológico, da realidade metafísica, não existe diferença entre cérebro e mente, sendo esses dois aspectos de uma mesma coisa. O localizacionismo é a ideia de que o cérebro-mente é uma entidade altamente complexa e dinâmica, mas que se compõe de uma série de subsistemas e de maneira hierárquica. Cada um desses subsistemas pode ser comprometido de uma maneira isolada por lesões ou disfunções cerebrais, através disso sendo possível fazer a relação anatomoclínica ou estrutura-função. A transparência (também chamado de isomorfismo antigamente) diz que a Neuropsicologia pode ser usada para fazer inferência quanto as relações do cérebro e o comportamento, o método é válido, podendo observações serem feitas para realizar as inferências com uma margem de acerto a respeito das regiões cerebrais e seus funcionamentos. 
Sendo assim, a Neuropsicologia pode ser definida como uma disciplina que investiga as relações entre o cérebro e o comportamento utilizando uma abordagem metodológica muito específica caracterizada por pressupostos como os anteriormente citados, focados na relação estrutura-função.

### O que é Avaliação Neuropsicológica?
A avaliação neuropsicológica é uma modalidade de avaliação psicológica voltada para o exame das funções cognitivas e seus correlatos neuroanatômicos para casos em que há hipóteses de disfunções relacionadas com algum problema neurológico. É um tipo de avaliação que exige do profissional uma familiaridade com a psicometria, para que consiga enxergar, através de escores de testes, fatores pessoais que podem modificar o desempenho do paciente . Para o exercício de uma prática profissional adequada, são necessários conhecimentos relativos ao desenvolvimento do sistema nervoso, teorias cognitivas dos processos mentais, teorias do desenvolvimento humano, síndromes, transtornos e doenças que acometem o sistema nervoso, correlatos entre a expressão comportamental, desempenho cognitivo e neurofisiologia , de modo a estabelecer um comparativo com o funcionamento esperado e possíveis disfunções.
No processo de avaliação neuropsicológica deve se atentar às particularidades do indivíduo de forma que a partir da anamnese aquele paciente seja tratado como um sujeito único, com peculiaridades e necessidades individuais. Sendo assim, os exames, tarefas, testes psicológicos e estratégias usadas tem que ser focalizados no paciente, só assim será possível fazer uma avaliação neuropsicológica de qualidade e que consiga abarcar tanto as limitações quanto às competências do indivíduo. Cada caso deve ser analisado a partir de hipóteses fundamentadas e as perspectivas adequadas, deixando de lado ideias preconcebidas sobre o paciente ou sobre a possível patologia que ele venha a apresentar .
A avaliação neuropsicológica tem seis objetivos principais, sendo estes o de diagnóstico de comprometimentos cognitivos, orientação a cuidados adequados para o paciente, identificação das necessidades de tratamento em termos de pontos fortes e fracos a serem explorados, avaliação da eficácia das intervenções realizadas com o paciente, pesquisa e resposta a questões forenses quando convocada ao contexto jurídico . Além destes objetivos específicos, o que distingue a avaliação neuropsicológica de outras intervenções, como avaliação psicológica, é o conceito de Cut-Off (ponto de corte), isto é, não basta dizer se os resultados do paciente para determinado teste está abaixo ou acima da média para a população normal, mas até que ponto os resultados permitem identificar o comprometimento cognitivo para alguma função específica .

### Avaliação Neuropsicológica Infantil
A avaliação neuropsicológica infantil é um processo que leva em consideração a relação entre as funções do sistema nervoso e o comportamento das crianças. Essa avaliação pode ser quantitativa, quando há o uso de instrumentos como testes psicométricos e neuropsicológicos, ou qualitativa quando através de relato dos cuidadores ou da própria criança, ou ainda dinâmicas feitas na anamnese em que se observa os comportamentos do paciente. Para além disso, a avaliação neuropsicológica infantil é constituída por passos importantes, são eles: entrevista inicial; observações lúdicas; planejamento da avaliação; seleção de instrumentos e análise e integração dos dados.
As crianças geralmente chegam aos centros de referência em diagnóstico e tratamento apresentando dificuldades não características da idade, observadas pelos pais, professores ou outros profissionais que a acompanhem no dia a dia. Dentre essas dificuldades podem ser citadas: dificuldade de aprendizagem (leitura e cálculo), dificuldade de interação com outras crianças, comportamento considerado inadequado em ambientes escolares, o não acompanhamento da turma em sala de aula, entre outros . As crianças e adolescentes atendidos nesses centros apresentam, em sua maioria, como expressão da patologia, problemas comportamentais, atrasos no desenvolvimento neuropsicomotor e dificuldades de aprendizagem. Tais aspectos podem ser investigados através do processo de avaliação neuropsicológica, em que uma gama de técnicas e instrumentos será utilizada para o levantamento de uma hipótese diagnóstica, já que a avaliação é sempre um corte transversal: avaliação pontual naquele momento do desenvolvimento da criança. 

### Avaliação Neuropsicológica em Adultos
A indicação para avaliação neuropsicológica em adultos é mais comum para quadros demenciais, lesão cerebral traumática ou outras condições clínicas que afetam o funcionamento cognitivo normal. Por meio da avaliação é possível diminuir dúvidas sobre a tomada de decisão diagnóstica, além de fornecer planejamento de estratégias de manejo individualizadas para pacientes com algum tipo de comprometimento cognitivo. Durante o processo deve-se investigar os fatores que podem afetar a condição atual como as condições emocionais, fatores de personalidade e questões de fundo que podem prejudicar a atenção clínica, o impacto dos sintomas na vida diária do paciente, início e evolução dos sintomas, além dos marcos do desenvolvimento esperados para a fase adulta. São tarefas centrais nesse período a manutenção de padrões de vida saudável, criação dos filhos, realização profissional e cuidado de pais idosos .
Quanto a devolutiva ao paciente, o profissional deve responder as perguntas do próprio paciente e dos seus familiares sobre o funcionamento cognitivo e comportamental de modo a fornecer orientação sobre os cuidados adequados, assim como a compreensão das potencialidades e limitações quanto ao funcionamento normal. A par destas informações é possível discutir estratégias compensatórias mais adequadas ao paciente. Em síntese, deve-se comunicar os achados, diagnóstico, prognóstico e plano de tratamento.

### Avaliação Neuropsicológica em Idosos
Há diversas fontes de lesões, doenças e exposições a substâncias tóxicas que podem resultar em afetação no cérebro de um idoso, sendo traumáticos a ponto de desenvolverem delírios, alucinações, alterações frequentes de humor e personalidade. Embora o entendimento seja de alterações por perturbações psicológicas, a base é necessariamente fisiológica. Assim, o profissional de neuropsicologia deve combinar os conhecimentos com a investigação, baseando-se em dados relacionados a acontecimentos antecedentes ao trauma sendo específico como potencializador para desencadeamento dos sintomas. Um nível leve de prejuízo na memória, por exemplo, seria observado na dificuldade de anotações ou execução de lembretes da vida diária. Um prejuízo maior seria representado pela incapacidade do idoso de manter o controle de listas curtas ou de completar uma tarefa de atenção em um período de uma sessão de análise.
O diagnóstico de transtorno neurocognitivo leve é aplicado quando o indivíduo apresenta níveis moderados de declínio cognitivo, apesar disso, tais declínios não são graves a ponto de interferir em sua capacidade de ter uma vida independente. Para tanto, observa-se a capacidade do idoso de aprendizagem e memória. As habilidades a serem avaliadas seriam as de atenção imediata e memória recente, sendo tarefas para mensuração de tais esferas e habilidades, por exemplo, pedir ao idoso que se lembre de uma série de dígitos ou palavras, interpretar informações novas como listas de palavras ou uma história curta, pedindo para o mesmo que reconte o que acabou de ouvir, frisando os pontos principais da história.

### O exame das Funções Excecutivas
As Funções Executivas podem ser entendidas como um grupo de processos mentais que são utilizados quando se necessita de concentração, atenção, agir de forma não automática. É um constructo da Neuropsicologia que passou por vários modelos, e atualmente se entende com três funções centrais sendo o controle inibitório; memória de trabalho e a flexibilidade cognitiva, podendo a partir destas estabelecer funções executivas de ordem superior como o raciocínio lógico . 
No exame das Funções Executivas, deve-se atentar para os diferentes processos cognitivos envolvidos no constructo uma vez que se tem presente múltiplos componentes do cérebro envolvidos. Investiga-se também as relações entre os sintomas disexecutivos e os circuitos fronto-estriatais . É importante também observar o desenvolvimento das funções executivas ao longo do ciclo vital uma vez que o esperado para cada faixa etária é diferente e pode acarretar em confusão na hora do diagnóstico.
Além dos dados quantitativos, se faz uma coleta a respeito de informações qualitativas longitudinais , com diferentes informantes, a respeito de saber como e quando os sinais começaram a se manifestar. Para isso, se analisa os sintomas em diferentes contextos nos quais o avaliando está inserido e como se comporta nesses ambientes diferentes uma vez que diversas variáveis podem interferir no funcionamento adequado das funções executivas, como ansiedade. 

## Avaliação Psicológica dos transtornos mentais e quadros patológicos
Para ser possível uma apresentação de como é feita a avaliação psicológica nesse contexto psicopatológico é necessária a investigação do que vem a ser um transtorno. Um conjunto de comportamentos, dentro de um padrão de anormalidade, só podem ser considerados como um transtorno se atender a cinco critérios: ter significância clínica, isto é, apresentar um grau de prejuízo que possa ser mensurado; disfunção em processos psicológicos, biológicos e/ou do desenvolvimento; estar associado ao sofrimento/ incapacidade em algum dos âmbitos importantes na vida do indivíduo;  um comportamento não pode ser considerado parte de um transtorno se forem socialmente “desviante” em termos de política, religião ou sexualidade e, por fim, não podem ser tidos como tal se forem conflitos entre o sujeito e a sociedade . 
Para a realização desse processo, é de suma importância entender que as etapas (contato inicial, entrevistas, aplicação de testes, devolutiva, encaminhamento e devolutiva) devem estar atreladas a direitos básicos do paciente, como: identificar se há ou não a necessidade da utilidade da presença de um informante, não desconsiderando informações trazidas pelo paciente; prezar pela manutenção da atenção durante relatos que podem vir a ser incoerentes ou coerentes; observar se o paciente está em condições para realizar o psicodiagnóstico; estar atento a sentimentos evocados durante o processo e garantir o direito de acesso à informação da avaliação psicológica . Além disso, por tratar-se de aspectos da Psicopatologia, na elaboração de um psicodiagnóstico utiliza-se o DSM-5 para auxiliar a facilitar a identificação de um transtorno e poder fechar um diagnóstico, tendo em vista que para melhor construção de um tratamento adequado é necessária que haja uma especificação do transtorno com a elaboração de um diagnóstico diferencial, método utilizado para diferenciar dois transtornos semelhantes .

## Avaliação Psicológica e suicídio
É de fundamental importância abordar o tema de suicídio com os pacientes, sobretudo aqueles que estão sendo avaliados por transtornos mentais e/ou possuam fatores de risco associados ao comportamento suicida: uso de drogas, depressão, impulsividade, desesperança, etc. A avaliação nesses casos é um processo amplo e complexo. O psicólogo deve ter conhecimento de aspectos psicossociais, fatores de risco e proteção, compreender quais variáveis devem ser manejadas (pensar intervenções para mudar cognições, afetividades e comportamentos) . É importante estabelecer bom vínculo com o paciente. Conhecimento teórico, experiência prática, conhecimento em psicometria, habilidade em integração de dados são cruciais para se fazer uma avaliação adequada. Levantamento do maior número de informações no menor período de tempo de diversas fontes possíveis.
A entrevista é a principal maneira para que o psicólogo possa estabelecer um contato de qualidade e levantar as informações necessárias para o processo de avaliação.  Anamnese: perguntar diretamente sobre pensamentos, planejamento e tentativas; observar presença de padrões cognitivos rígidos (pensamentos, sentimentos e ações restritivos); ambivalência e impulsividade; fatores de risco e proteção; rede de apoio para aviso; ética do psicólogo. Entrevista: dados sociodemográficos (rede de apoio, fatores de risco e de proteção); história do paciente, problema identificado e queixas; suicidabilidade atual; história de suicídio (tentativas passadas, natureza, método, letalidade e consequências); história de suicídio familiar ou de colegas. Utilização de escalas de ideação para identificar o risco: tal como a CSIRS. Não existem escalas validadas no contexto brasileiro e poucas são desenvolvidas para comprovar teorias sobre o suicídio, ou seja, existe uma lacuna teórica sobre avaliação psicológica e desenvolvimento teórico no suicídio .

## Avaliação Psicológica: do contexto forense aos Ambientes Isolados, Confinados e Extremos (ICE)
Ambientes Isolados, Confinados e Extremos (ICE) são locais que oferecem alto potencial ofensivo à vida e à sua manutenção, demandando condutas de cuidado e proteção às pessoas que vivem, trabalham ou participam de missões eventuais ou especificas nesses ambientes, tais como regiões polares, subterrâneas, marítimas e estações polares. Nesses locais, há ameaça iminente de possíveis eventos críticos e acidentes, o que acabam por influenciar mudanças relevantes no tônus psicofisiológicos, neuropsicológico e no comportamento socioambiental . 
Assim, tornando primordial conhecer os determinados fatores humanos envolvidos e suas relações com os estressores ambientais, as características singulares do espaço, da função que trabalhadores irão desempenhar, recursos materiais que terão acesso, o que evidencia uma investigação in loco, junto aos profissionais que atuam nessas condições ambientais e um processo de avaliação psicológica sendo planejada para um período de antes, durante e após processo de inserção nesses ambientes .

## Avaliação Psicológica: da clínica ao contexto hospitalar
O hospital enquanto local de trabalho do psicólogo possui uma série de especificidades que demandam reformulações das práticas. Nesse contexto, a avaliação psicológica é atravessada por peculiaridades que concernem ao ambiente e ao momento de hospitalização do paciente. O trabalho com a equipe multidisciplinar, o espaço compartilhado com outros profissionais e pacientes e a necessidade de se lidar diretamente com a família são aspectos que repercutem na atuação da psicologia hospitalar . 
Dessa maneira, as etapas da avaliação psicológica também devem ser adaptadas a esse contexto. O modo que a demanda chega ao psicólogo pode ser por busca ativa (o profissional procura identificar as possíveis problemáticas nos pacientes) ou inter-consulta (quando o atendimento é solicitado por outros membros da equipe médica). Para que esse último realmente ocorra, é necessário que haja uma capacitação dos outros profissionais para identificar sinais de sofrimento mental. Ao saber da existência da demanda, é necessário caracteriza-la, como sendo associada à condição de saúde (responsabilidade do psicólogo hospitalar) ou não associada (faz-se um encaminhamento). Se a queixa está associada à condição de saúde do paciente, o processo de avaliação tem prosseguimento, e segue-se a coleta de dados, buscando saber o motivo que levou o paciente ao hospital, quais os sintomas físicos e psicológicos, mudanças que essa situação implica na vida do sujeito, entre outros.  
É essencial que o profissional de psicologia compreenda os diferentes momentos da hospitalização do paciente para saber quais reações psicológicas são esperadas e devem ser observadas durante a avaliação.  O caso deve ser discutido com a equipe multidisciplinar para que se tenha uma visão ampla e multidimensional do que está acontecendo e quais as possibilidades de intervenção, mas sempre preservando a privacidade da pessoa. Por fim, durante a devolução deve ser feito o compartilhamento das informações coletadas relevantes, pautando-se pelo respeito e consideração ao estado de fragilidade do paciente e da família, além de retirar possíveis dúvidas e prestar o apoio necessário .